# Michel Détroyat
Pour les articles homonymes, voir Détroyat (homonymie).
Michel Détroyat, né le 28 octobre 1905 dans le 7e arrondissement de Paris et mort le 5 octobre 1956 à Neuilly-sur-Seine, est un pilote d'essai, virtuose de voltige aérienne, champion de courses de vitesse. Il occupa un rôle important dans l’aviation française de l'entre-deux-guerres.

## Biographie

### Historique familial
Michel Détroyat est né dans une famille d'ancienne bourgeoisie originaire du Béarn, issue de Pierre Détroyat (1739-1822), marchand drapier, bourgeois de Bayonne, concierge de la maison du roi, inspecteur du relais du comte d'Artois. Son fils Armand Détroyat (1774-1833) était vermicellier, bourgeois de Bayonne. Jean Émile Détroyat (1798-1881) était négociant, président de la Chambre de commerce de Bayonne, chevalier de la Légion d'honneur. Arnaud Détroyat (1836-1911) était banquier et conseiller municipal à Paris. Pierre Détroyat (1867-1952), saint-cyrien de la promotion de l'Annam 1885-1887, était général de division. Enfin, le capitaine de corvette Robert Détroyat (1911-1941), mort pour la France, était son cousin.
Michel Détroyat est le fils du général Pierre Détroyat. Il fait ses études à Paris et, à peine sorti de l'adolescence, rejoint l'armée à 18 ans à l'école de pilotage d'Istres.

### Débuts dans l’aviation militaire
Entré dans l’aviation à Istres en 1923 où il contribue en 1924 à la fondation de l’école d’acrobatie, il devient rapidement élève-moniteur au 34e régiment d’aviation du Bourget et participe à la création de la première « patrouille d’acrobatie » menée par le commandant Pinsard. Il met alors au point le « tonneau lent », et démontre sa maîtrise de l’art du pilotage. La précision de ses atterrissages, moteur calé ou non, lui vaut l’estime de ses pairs.
Il réalise les 12 et 13 avril 1927 le premier aller-retour Paris-Istres sur un Breguet 19 Lorraine à la vitesse de 200 km/h (aller) et 155 km/h (retour) sans erreur de navigation.
Michel Détroyat accueille, le 21 mai 1927 au Bourget, Charles Lindbergh, à l'arrivée de la première traversée de l’Atlantique sans escale en solitaire. Ils effectuent ensemble, le 27 mai, un survol de Paris à basse altitude sur deux Nieuport, Lindberg pilotant celui du commandant Pinsard, se livrant même, à leur retour au Bourget, un un simulacre de combat aérien (Détroyat parle plutôt d'une séance de voltige en patrouille d'abord puis par Lindberg seul après leur rappel par une fusée rouge auquel seul Détroyat obéit).

### Virtuose de la Haute école aérienne et pilote d’essai
Michel Détroyat quitte l’armée en juin 1927 et entre chez Morane-Saulnier comme second pilote et instructeur. Il devient pilote d'essai après l’accident tragique de son prédécesseur, Alfred Fronval, le 28 juin 1928.
Dès lors, Michel Détroyat participe à de très nombreux concours et exhibitions de « haute école aérienne » ainsi qu’à de nombreux raids. Il se classe également souvent à la première place des concours de précision d'atterrissage.
Il remporte la Coupe Michelin en 1929 et 1930.
De passage à Marseille en mai 1930, il confie sa carrière à la protection de Notre-Dame de La Garde (Ex-voto no 698 mai 1930 visible à la basilique).
Malgré deux graves accidents (à Baneasa en Roumanie en 1930, puis le 26 octobre 1931 de retour d’un meeting à Tours), il poursuit sa carrière et est nommé Chevalier de la Légion d’honneur le 29 octobre 1931 sur son lit d’hôpital.
Il affronte à plusieurs reprises Marcel Doret et Jérôme Cavalli, les autres as français de la voltige aérienne, Gerhard Fieseler et Ernst Udet, les as allemands, ainsi que les pilotes italiens (Colombo), tchèques (Novak et Ambruz), américains (Milo Burcham), hollandais, portugais, anglais, belges.
En 1933, Michel Détroyat est moniteur d’acrobaties d’Hélène Boucher.
Le 8 janvier 1934, Michel Détroyat épouse Fanny Barrois (1913-2006) à Wavrin dans le Nord. De ce mariage naîtront quatre enfants.
Cette même année, il devient chef pilote de l’association Morane-Breguet-Wibault et occupe également les fonctions de conseiller technique de la Roumanie.
Le 28 février 1936, Michel Détroyat est promu officier de la Légion d'honneur, non sans que le ministre de l'Air se soit inquiété de savoir si la condamnation dont il avait écopé en 1932 pour homicide par imprudence en automobile pouvait y faire obstacle.
En septembre 1936, il est invité à participer aux National Air Races (Los Angeles). Il gagne sur Caudron C.460 à moteur Renault. Le 6 septembre 1936, il remporte le Greve Trophy à 397,432 km/h de moyenne. Le 7 septembre 1936, il remporte le très prisé trophée Thompson à la vitesse de 425,194 km/h, 52 km/h plus vite que le précédent record. Depuis ce jour, il demeure le seul pilote non-américain à avoir remporté les US National Air Races, véritable institution aux États-Unis.

### Sa carrière institutionnelle
Le 1er mars 1937, Michel Détroyat est nommé « Pilote expert national » par le ministère français de l’Air. Il devient alors Inspecteur des matériels volants des SNCA (Sociétés nationales de construction aéronautique) et suit les prototypes avant leur présentation devant la CEMA (Commission des essais du matériel aérien).
Il se rend alors en Allemagne, invité par le général Ernst Udet qu’il connait depuis les matches d’acrobatie aérienne de 1928.
En avril 1938, il devient « Conseiller du ministre de l’Air » et effectue plusieurs missions d’études aux États-Unis. Il participe avec Charles Lindbergh (envoyé à la demande de l’ambassade américaine qui lui avait commandé un rapport sur la Luftwaffe) au congrès de Lilienthal. Les deux pilotes parviennent grâce au général Udet à visiter l’usine Messerschmitt et sont complètement abasourdis par les cadences de production bien supérieures à celles qu’ils connaissent dans leurs pays. De retour en France, Michel Détroyat tente d’alerter le ministre et le président du Conseil, Édouard Daladier, et se heurte à un mur : « Vous vous êtes laissé bluffer, mon petit Détroyat. »
En 1939, il se rend aux États-Unis pour essayer le P-36 dont il favorise la commande d’une centaine d'unités. Cet avion fut plus connu en France sous le nom de Curtiss Hawk H.75. Il équipa l’armée française durant toute la première partie de la Seconde Guerre mondiale.
Le 10 mars 1939, Michel Détroyat est nommé président de l’Association des professionnels navigants de l’aéronautique (APNA). Le 2 juillet 1939, à Villacoublay, il donne sa première leçon de pilotage à l’empereur Bao Daï, dernier empereur du Viêt Nam. En septembre, il est mobilisé comme moniteur et initie les pilotes au maniement des derniers avions de chasse. Il garde ses fonctions de premier pilote inspecteur des nouveaux prototypes de l’aviation. Le 25 décembre, il devient capitaine de réserve.
Il est démobilisé en juillet 1940 après une mission d’un mois aux États-Unis. Revenu à Paris, il fait quelques vols chez Morane et chez Amiot puis entre dans l’industrie et participe à de multiples galas pour les prisonniers. Il crée le groupe d’aviation « Hansa » et participe chez Amiot à la mise au point du Junker 52.
Il est décoré le 19 janvier 1943 de la Francisque, avec comme parrains le lieutenant-colonel de Gorostarzu et le Dr Ménétrel (éminence grise et confident du maréchal Pétain). Selon Je suis partout, le régime de Vichy le nomma à ce moment-là pilote de l’avion personnel de Philippe Pétain.
Arrêté en octobre 1944 sous l'accusation d'avoir organisé un groupe de transport aérien au profit des Allemands, remis en liberté en novembre 1945, il est condamné le 14 janvier 1946 à la dégradation nationale et à vingt ans d'interdiction de séjour. Il est rayé des matricules de la Légion d'honneur le 28 février 1950.

### L’après-guerre
En 1945, il s’installe en Espagne, où il fait la cour à Maud Guilbaud, puis en 1946 en Argentine où il devient conseiller technique de différentes firmes. Il travaille pendant un temps pour le milliardaire Jorge de Atucha et s’occupe de sa flotte aérienne.
En 1951, il revient en France, reprend ses entraînements et participe à des meetings jusqu'en 1954, époque où il pilote des avions de ligne en Indochine. Il participe notamment au pont aérien Hanoï-Saïgon. Il est ensuite nommé pilote instructeur à la Direction générale de l’aviation du Viêt Nam (1955).
Il revient en France en juillet 1955 et pilote des avions à réaction (SIPA S.200, Morane-Saulnier MS.760 Paris et Fouga CM.170 R Magister).
Le 7 mai 1956, il réussit l’exploit de poser son Piper sur une plate-forme cimentée de seulement 50 m de longueur.
Le 9 septembre, Michel Détroyat est transporté en urgence à l’hôpital pour une intervention importante. Il est opéré le 2 octobre. Dans la matinée du 5 octobre, il est terrassé par une embolie cérébrale. Michel Détroyat comptait 8 200 heures de vol sur plus de 300 types d'avions. Il est inhumé le 8 octobre 1956 au cimetière de Saint-Pierre-d'Irube (Pyrénées-Atlantiques).